# قنطريون أورفيلي
القنطريون الأورفيلي (باللاتينية: Centaurea urvillei) نوع نباتي ينتمي إلى جنس القنطريون من الفصيلة النجمية.

## الموئل والانتشار
موطنه عنتاب ومرعش في الأقاليم السورية الشمالية وتركيا واليونان.